# Carex incomitata
Carex incomitata là một loài thực vật có hoa trong họ Cói. Loài này được K.R.Thiele mô tả khoa học đầu tiên năm 1986.